# Kari Aalvik Grimsbø
Kari Aalvik Grimsbø (4. januar 1985 i Bergen) er en tidligere kvindelig norsk håndboldspiller, der i sin 18 år lange karriere nåede at vinde Europamesterskabet, Verdensmesterskabet og de Olympiske Lege.
Hun fik debut på A-landsholdet den 28. september 2005 mod Portugal og spillede hendes sidste landskamp d. 25. marts 2018 mod Frankrig. Grimsbø er uddannet fotograf.
Hun er sammen med Katrine Lunde, den norske landsholdspiller med allerflest medaljer gennem årene. Tilsammen har hun i sine 13 år på landsholdet, vundet 13 medaljer.

## Privat
I 2012, efter hendes anden olympiske titel, annoncerede Grimsbø at hun skulle have et barn sammen med sin mand Harvard Grimsbø i maj-juni 2013. Hun tog senere barselsorlov fra landsholdet, og kunne derfor ikke deltage ved EM 2012 i Serbien. På trods af det valgte hendes klub, Team Esbjerg at forlænge hendes kontrakt.

## Klubhold
Grimsbø begyndte som 5-årig at spille håndbold i klubben Børsa/Skaun i Sør-Trøndelag. Udover håndbold, gik hun til fodbold, ridning og spillede violin, og det var først som 13-årig Grimsbø satsede på håndbolden. Hun spillede som ungdomsspiler for Buvik og Orkdal Idrettslag.
Efter at hun havde spillet som målmand for Orkdal, skiftede hun nytåret 2001/02 som 17-årig over til Byåsen IL, hvor hun spillede 4 kampe for klubbens bedste hold i foråret 2002. Sammen med Byåsen deltog hun i 2007 i EHF Cup Winners' Cup-finalen, som blev vundet af den rumænske klub CS Oltchim Râmnicu Vâlcea.
Hun var indtil 2010 målmand for Byåsen i Postenligaen
I februar 2010 underskrev hun en 3-årig kontrakt med den danske førstedivisionsklub Team Esbjerg, med virkning fra 1. juli 2010. Hun spillede i Esbjerg indtil januar 2015, hvor hun derefter optrådte for den ungarske storklub Győri ETO KC, indtil 2020, hvor hun endegyldigt stoppede hendes håndboldkarriere.

## Landshold
Aalvik Grimsbø fik debut på det norske A-landshold den 28. september 2005 i en kamp mod Portugal. Tidligere havde hun spillet for landsholdet i bl.a EM og VM (junior). Siden da har hun spillet 57 kampe på seniorholdet og er blevet olympisk guldmedaljevinder, to gange europamester og har også en sølvmedalje fra VM.

Sammen med det norske hold vandt hun EM 2006, 2008 og 2010. Hun har en sølvmedalje fra VM 2007 i Frankrig. Året efter vandt hun en guldmedalje under OL. Hun var en del af truppen som vandt en bronzemedalje under VM 2009 i Kina. Hun vandt igen en guldmedalje under VM 2011. I sommeren 2012 vandt Grimsbø en guldmedalje under OL i London. Samtidig var hun også en del af turneringens All-Star-Team.
Pr. 1. januar 2020, har hun i alt spillet 173 kampe og scoret 1 mål for landsholdet.

### Meritter med landsholdet
- VM 2017 –  Sølv
- EM 2016 –  Guld
- OL 2016 –  Bronze
- VM 2015 –  Guld
- EM 2014 –  Guld
- OL 2012 –  Guld
- VM 2011 –  Guld
- EM 2010 –  Guld
- VM 2009 –  Bronze
- OL 2008 –  Guld
- EM 2008 –  Guld
- VM 2007 –  Sølv
- EM 2006 –  Guld